# 龍骨瓣狸藻節
龍骨瓣狸藻節（学名：Utricularia sect. Nigrescentes），又称黑狸藻组，為狸藻屬下的一節。该節中的三個物種皆為小型的陸生食虫植物，分布於非洲熱帶、亞洲以及澳大利亚。1859年，丹尼爾·奧利弗最先描述了该组，然而未明確說明该组的归属。小宮定志於1973年修訂了该節。彼得·泰勒在他1989年的分類狸藻属专著《狸藻属——分类学专著》中將该節放置於狸藻亞屬（Utricularia）下。但根据进一步的系统发生学数据，在恢复雙瓣狸藻亞屬（Bivalvaria）的同时，也将龍骨瓣狸藻组置于其下。